# Gestreepte doornmeerval
De gestreepte doornmeerval (Platydoras costatus) is een straalvinnige vissensoort uit de familie van de doornmeervallen (Doradidae). De wetenschappelijke naam van de soort is gepubliceerd in 1758 door Linnaeus in de tiende editie van Systema naturae. 
De vis komt in Zuid-Amerika voor, volgens sommige bronnen in landen als Peru, Brazilië, Bolivia en Paraguay. Andere bronnen  benadrukken echter dat dit om een nauw verwante soort P. armatulus gaat en dat P. costatus beperkt is tot de Guyana's, waaronder ook Suriname.
De vis kan gemiddeld tot 10 jaar oud en 22 cm groot worden en er is geen zichtbaar verschil tussen mannetje en wijfje. Het is een nachtdier dat zich overdag schuilhoudt. De soort wordt wel in aquaria gehouden, hoewel nakweek nog niet gelukt is.
In het wild is de brilkaaiman Caiman crocodilus een natuurlijke vijand.